# Regulus
Regulus o Régulo (α Leonis / α Leo / 32 Leonis / GJ 9316) es el nombre de la estrella más brillante de la constelación de Leo. Es una de las cuatro «estrellas reales» mesopotámicas, junto a Aldebarán (α Tauri), Antares (α Scorpii) y Fomalhaut (α Piscis Austrini). Visualmente es de color azul y tiene una magnitud aparente de +1.35. Se encuentra casi sobre la eclíptica a solo unos 25 minutos de arco, y hacia el 23 de agosto está al otro lado del Sol aunque el Sol no llega a ocultarla.
Su declinación (latitud celeste) es de unos 12 grados positivos (+12°) respecto al ecuador celeste, lo que significa que está en el hemisferio norte celeste y que se la ve pasar por el cénit desde 12° N mientras desde 77° S se la ve en el horizonte. Alcanza su culmen a medianoche hacia el 20 de febrero. Según el movimiento de precesión que modifica las coordenadas de las estrellas, hace 44 siglos (en torno al 2400 a. C., en tiempos del Imperio Antiguo de Egipto) los puntos solsticiales coincidían hacia la posición de Régulo, de modo que entonces su culmen a medianoche coincidía con el solsticio de invierno (en el hemisferio norte) y su culmen a mediodía (con el Sol) con el solsticio de verano. Dentro de 22 siglos, hacia el 4200 d. C., el punto equinoccial es el que estará muy cerca de Regulus.

## Nombre
El nombre más común de la estrella, Regulus, procede del latín y significa «pequeño rey». Su origen hay que buscarlo en el diminutivo de su anterior nombre, Rex, equivalente al Βασιλίσκος de Ptolomeo. Dicho título proviene de la creencia que esta estrella gobernaba los asuntos celestiales, creencia que perduró desde el 3000 a. C. hasta el siglo XVI. Por ello, como Sharru, «el rey», señalaba la decimoquinta constelación eclíptica de Babilonia; en la India era Maghā, «la poderosa», en Sogdiana, Magh, «la grande» y en Persia, Miyan, «el centro».

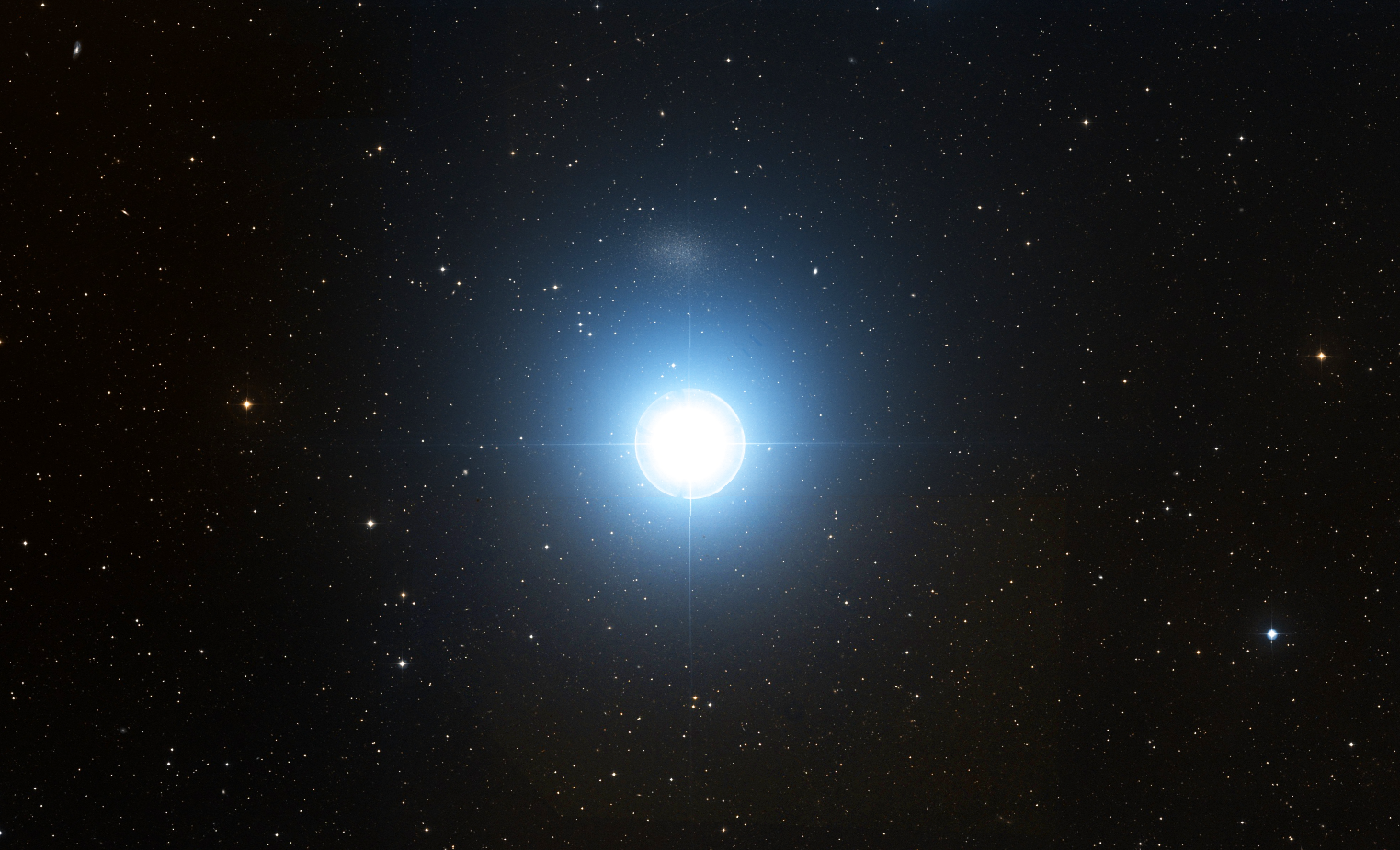
Regulus fotografiado por Sloan Digital Sky Survey se percibe como una estrella de color azulado muy brillante. Muy cerca de ella se puede ubicar la Galaxia Leo I, un objeto poco brillante y posiblemente una galaxia satélite de la Vía Láctea, conocido también como Enana de Régulo.

Otro nombre también utilizado, Basiliscus, es de origen griego. También es conocida por el nombre Qalb Al Asad, del árabe قلب الأسد qalb[u] al-´asad, que significa «el corazón del león». Esta frase a veces se aproxima a Kabeleced o se traduce al latín como Cor Leonis, nombre por el que antiguamente se conocía a esta estrella por la ubicación que ocupa en el cuerpo de la figura celestial.

## Sistema estelar

Imagen capturada en SpaceEngine. Regulus es, en realidad, un sistema estelar de cuatro estrellas que se ven como una sola. Dos pares de estrellas binarias (en la imagen se ven ampliadas como en lupa).

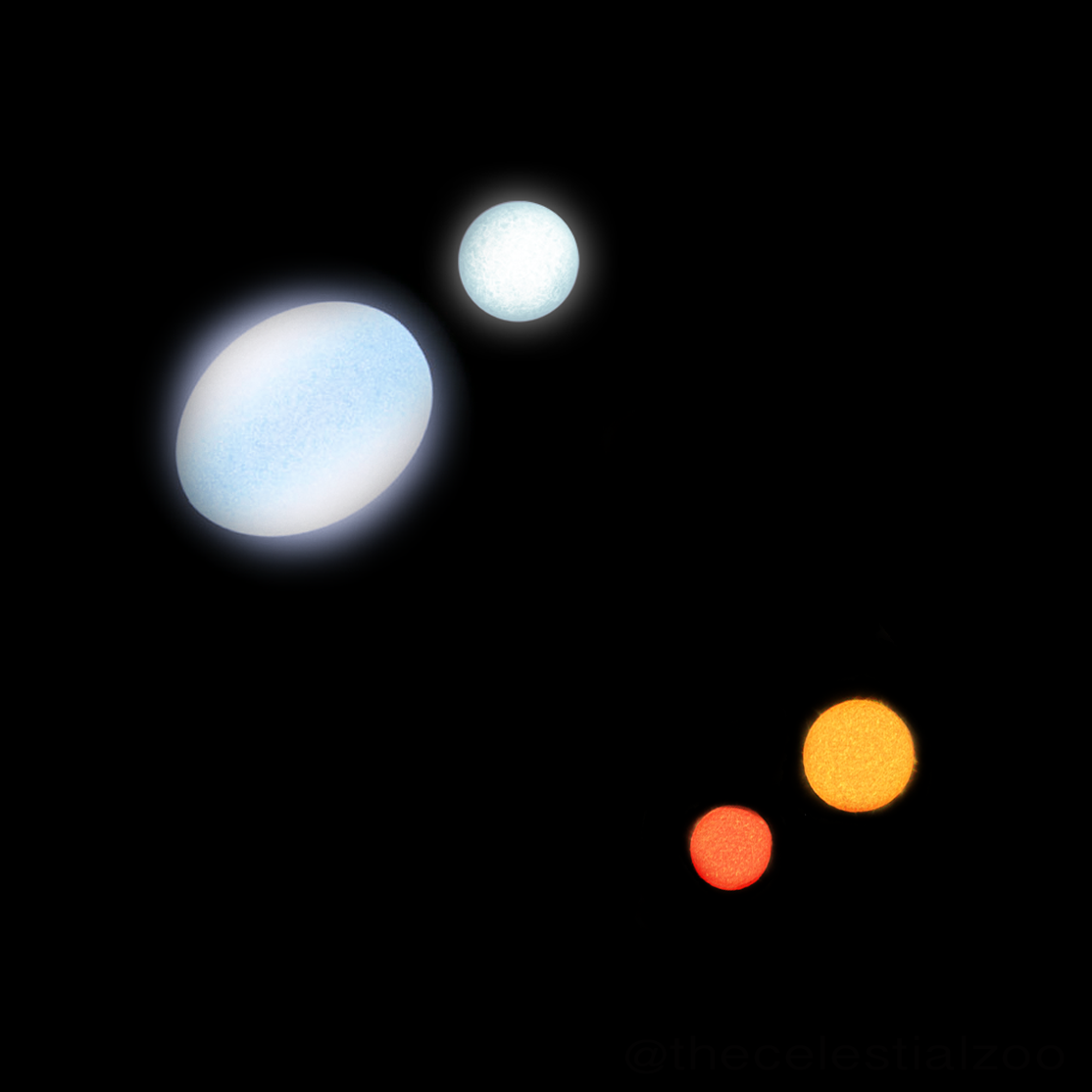
El objeto más brillante de la constelación de Leo, que se encuentra a setenta y nueve años luz del Sol: sistema estelar cuádruple organizado en dos pares (una estrella de secuencia principal de forma achatada, azul y blanca, con una compañera enana blanca y un par de K2V naranja de secuencia principal y M4V roja).

Regulus es un sistema estelar cuádruple que dista 77 años luz del sistema solar. El sistema está compuesto por la estrella principal, Regulus A, una estrella blanco-azulada de tipo espectral B7V, y una compañera tenue de magnitud +8.13, localizada visualmente a 175 segundos de arco. Esta última, separada al menos 4200 au de Regulus A, es a su vez una estrella binaria compuesta por dos estrellas menos luminosas que el Sol: Regulus B, una enana naranja de tipo K1-2V, y Regulus C, una enana roja de tipo M5V. Regulus B y Regulus C están separadas entre sí 100 au y completan una órbita cada 2000 años.
Por su parte, Regulus A es una binaria espectroscópica, cuya estrella acompañante tiene un período orbital de 40.11 días. Los análisis sugieren que es una enana blanca con una masa excepcionalmente baja de 0.3 masas solares, muy por debajo del límite inferior de 0.55 masas solares que la teoría de la evolución estelar establece para este tipo de estrellas. Distante 0.35 au de Regulus A, se puede especular que en el pasado la enana blanca fue una gigante luminosa —mucho más brillante que Regulus hoy— que transfirió gran parte de su masa a la actual Regulus.
Una quinta estrella a 151 segundos de arco (GJ 9316 D), parece simplemente estar en la misma línea de visión de Regulus y no forma parte de su sistema estelar.

## Características físicas

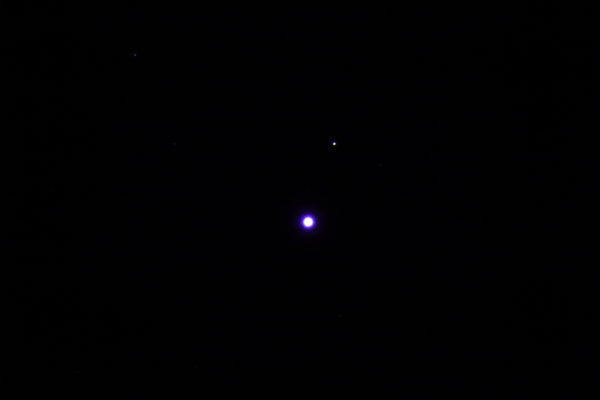
Regulus, fotografiado con Celestron CGEM DX 1100 @ F6.3, Canon T3i, Televue 4X Powermate, ISO 800, treinta segundos de exposición.

Regulus A es una estrella de secuencia principal, es decir, al igual que el Sol, su energía es producida en su centro por la transformación mediante fusión nuclear del hidrógeno en helio. Sin embargo, su luminosidad es mucho mayor que la solar: en la parte visual del espectro es 140 veces más luminosa y, si se incluye la importante cantidad de radiación ultravioleta emitida por la estrella, su luminosidad aumenta hasta 240 veces la del Sol. Su temperatura efectiva es de 12 000 K.
Durante décadas los científicos han constatado que Regulus A rota sobre sí misma mucho más rápido que el Sol, con un período de rotación de solo 15.9 horas, cuando el Sol emplea más de 25 días. Debido a su rápida rotación, Regulus no tiene forma esférica, sino que está notablemente achatada en sus polos. Esto provoca el oscurecimiento gravitatorio: sus polos son considerablemente más calientes y cinco veces más brillantes que su ecuador. De hecho, si rotara tan solo un 16 % más rápido, la fuerza gravitatoria no podría contrarrestar la fuerza centrífuga y la estrella acabaría desintegrándose.
Regulus B es una estrella similar a Alfa Centauri B, con un 31 % de la luminosidad del Sol y una masa en torno al 80 % de la masa solar. Regulus C es muy pequeña y tenue, con una luminosidad de solo el 0.31 % de la solar y una quinta parte de la masa del Sol.